# Relations entre Monaco et Nauru
Les relations entre Monaco et Nauru sont relativement faible en dépit de l'éloignement géographique des deux États.

## Historique
Le 21 mai 2024, la République de Nauru est devenue le 159e État avec lequel la Principauté de Monaco a établi des relations diplomatiques, à la suite de la signature des communiqués conjoints par les Représentantes permanentes auprès des Nations Unies à New York, S.E. Mme Margo Deiye et S. E. Mme Isabelle Picco.